# Ставчанська сільська територіальна громада
Ставчанська сільська громада — територіальна громада України, в Чернівецькому районі Чернівецької області. Адміністративний центр — село Ставчани.
Площа громади — 37,22 км², населення — 3200 мешканців (2018).
Утворена 2018 року шляхом об'єднання Малятинецької та Ставчанської сільських рад Кіцманського району.

## Населені пункти
До складу громади входять 5 сіл: Малятинці, Ставчани, Хлівище, Шишківці та Южинець.